# Estación Arrufó
Arrufó es una estación ferroviaria ubicada en la localidad homónima, Departamento San Cristóbal, Provincia de Santa Fe, Argentina.

## Servicios
La estación corresponde al Ferrocarril General Bartolomé Mitre de la red ferroviaria argentina.
Desde el 3 de junio de 2023 presta servicio de pasajeros, siendo parada intermedia del servicio Retiro - Tucumán de la empresa estatal Trenes Argentinos Operaciones.